# 峰尾こずえ
峰尾 こずえ（みねお こずえ、6月9日 - ）は、日本のタレント、グラビアアイドル。愛称は「こずりん」。長野県飯田市出身。現在は無所属、関西方面を拠点にグラビア活動を行っている。

## 来歴
2012年
- 一人暮らしに憧れて上京。

2014年
- Golden Childプロダクション・スパイスシスターズのメンバーだった友人から誘われる形で同グループに加入し、正式メンバーとして3月18日に開催された主催ライブ「Heart Spice #2」でステージデビュー、アイドルとしての第一歩を踏み出す。
- 6月21日、赤坂GENKI劇場で行われた「ウタ娘」のイベントからソロ活動を開始、その後「みんなの妹になりたい！」をキャッチフレーズに数々のライブイベントに出演。
- 10月1日、3日～5日、アリスインプロジェクト、2014年10月公演の舞台「ヨルハ」（池袋シアターKASSAI）にダブルキャスト･チーム『天』、タームα役として計4回出演。
- 11月7日、スパイスシスターズ 1stシングル「気がつけば武蔵小山 EURO MIX」がインディーズレーベルから全国発売される。
- 11月25日に発売された長野あるある研究会著の単行本「長野あるある」（TOブックス社刊）の監修を担当する。

2015年
- 2月4日、ゴールデンチャイルドプロダクションを辞めることを発表した。
- 2月19日、自身のTwitter（現・X）で2月22日に行われる「桐矢佳菜生誕祭」（目黒鹿鳴館）の出演を最後に無期限の活動休止を発表した。
- 6月6日、「帰ってきたこずりん♡生誕祭」と銘打った主催ライブを開催し、ライブアイドル活動を再開した。

2016年
- Yellow Mole所属。拠点を関西に移し、ライブ活動を継続。
- 12月23日、初ワンマンライブ「ぼくらの青いクリスマス2016〜聖夜の前にやってきた慌てん坊の妹の初体験〜」（新宿HEAD POWER）を開催。

2020年
- 5月22日、初のイメージDVD「君に教えられたこと」をリリース。

2021年
- 6月19日、女性アイドルグループ「sherbet」の妹分として結成された「sherbetNEO」の候補生としてお披露目される[2]が、同年6月24日に活動を辞退した[3]。

2022年
- 8月31日、セカンドDVD「これから×××しませんか?」をリリース。
- 扶桑社『ミスSPA!オーディション』に出場。ファイナル審査で1位を獲得し、2代目グランプリに選ばれる[1][4]。

2023年
- 1月27日、サードDVD「私の大好きなお兄ちゃん」をリリース。

## 人物
- 公式プロフィールより身長154cm、特技はピアノとお絵描きと一輪車、食べ物に関しては好き嫌いが多い。血液型はAB型。足のサイズは24.0cm。
- 好きな食べ物はねぎ、餃子、焼肉。
- 好きな動物はマンボウ、なめじろう。
- 苦手なものとして、本人はブログの中で「注射」、「生魚」、「虫」などを挙げている。
- ライブのステージではお客さんの中から毎回「お兄ちゃん」を指名、MCをもってその場で「こずりんの兄」に認定される。
- こずりん本人がデザインした「こずりんTシャツ」が公式グッズとして物販で販売され、本人が考案したパンダのイラストが可愛いと評判になっている。
- 2014年9月から2015年1月にかけて、ソロでのライブ活動を精力的にこなし、月40～50本のライブに出演していたが、活動休止を経て2015年6月からライブ活動を再開した後は、週1～2本ほどのペースで地下アイドルライブに出演している。

## 作品

### DVD
- 君に教えられたこと（2020年5月22日、イーネットフロンティア）
- これから×××しませんか?（2022年8月31日、スパイスビジュアル）
- 私の大好きなお兄ちゃん（2023年1月27日、竹書房）[5]

## 出演
- 2014年12月23日、初の峰尾こずえ主催ライブ「妹だョ！お兄ちゃん全員集合」を池袋KINGSX TOKYOで開催。
- 2015年2月22日、フリーになって初めてのライブとして「桐矢佳菜生誕祭」（目黒鹿鳴館）に出演。本公演の出演以降のライブアイドル活動を休止した。
- 2015年6月6日、本人主催による「帰ってきたこずりん♡生誕祭」を【Eggman tokyo east】で開催。
- 2016年12月23日、初のワンマンライブ「ぼくらの青いクリスマス〜聖夜の前にやってきた慌てん坊の妹の初体験〜」を成功させる。
- 2016年9月4日、ゆるキャラグランプリに出場したもっときのこを食べようプロジェクトのなめじろうのPR動画に出演。
- 2016年11月3日、長野県飯田市「丘のまちフェスティバル」メインステージMC&ライブ出演。同イベントPR大使の高木美佑、作曲家の森慎太郎、漫画家アニメ監督の森井ケンシロウ、アニメーションプロデューサーの竹内宏彰らと共演。
- 2017年1月30日、ラジオ関西「メディアバルーンちょこっと！おしゃべり！」出演。
- 2017年10月29日、関西初ワンマンライブ「ヒトリトイロ〜真のこずりん王座決定戦〜」開催。